# BC Grüner Tisch Buer 1931
Der BC Grüner Tisch Buer 1931 e.V. (kurz: GT Buer) ist ein Billardverein der sich am 18. November 1931 in Gelsenkirchen-Buer gründete.

## Geschichte

### Vorkriegszeit
Der Verein trägt offiziell den Namen „Billard-Club Grüner Tisch Buer 1931“ und hat sich, satzungsgemäß, der „Pflege und Förderung des Billardsports“ verschieben. Bereits ein Jahr nach der Gründung hatte sich die Mitgliederzahl verdoppelt. Bereits in den Anfangsjahren erzielte der Verein einige Erfolge auf Landes- und Bundesebene, wobei der Sieg von Heinz Wienhof bei der Deutschen Meisterschaft in der Freien Partie 1937 zu den wichtigsten gehört.
Wie andere Vereine auch, hatte der GT Buer mit Beginn des Zweiten Weltkrieges keine einfache Zeit. Es ist dem damaligen 1. Vorsitzenden Busch zu verdanken, dass der Spielbetrieb aufrechterhalten werden konnte.

### Nachkriegszeit
Nach Beendigung des Krieges ging es wieder aufwärts. Der Verein wechselte seine Spielstätte und zog mit dem Vereinslokal in die „Gaststätte Dröge“. Durch das Engagement von Bernhard Wysk wuchs die Mitgliederzahl des Vereins, was ihm später bei der Wahl zum Kreisvorsitzenden nutzte. Zu den damaligen Spitzenspielern gehörten Herberhold, Twillmeier (Deutscher Meister 1953), Schmitz, Galla und König. Der mehrfache Deutsche Meister Joachim Eiter feierte seine größten Erfolge in Buer.

### Mitte 1950er bis 1990
1954 kündigte sich, unter anderem durch die sportlichen Erfolge von Rolf Dröge, ein Generationswechsel an. Bis zu diesem Zeitpunkt waren es die jüngeren Spieler die den „alten Hasen“ beim Spiel zusahen, um zu lernen. Doch diese „Rookies“ übertrafen bald die Spielleistungen ihrer Vorbilder. Dröge entwickelte sich nicht nur als Spieler (erfolgreicher Aufstieg in die 1. Klasse), er zeigte auch Führungsqualitäten. Er wurde die „Seele des Vereins“ genannt und stieg zum 1. Vorsitzenden auf. Eine Funktion, die er dann 30 Jahre lang innehatte. Für diese Leistung wurde ihm von der Deutschen Billard-Union (DBU) die „Goldenen Ehrennadel“ verliehen. Sein Kamerad und Freund Bernhard Wysk konnte auf eine ähnlich lange Amtszeit (20 Jahre) zurückblicken.
In den kommenden Jahren betrieb Dröge intensive Jugendförderung, was, 1971, die Gründung einer eigenen Jugendabteilung notwendig machte. Während seiner Tätigkeit als Kreisvorstand rief er, 1979, den „Buerschen Wanderpokal“ ins Leben. Der Pokal wird nach einem Vorgabesystem gespielt und der GT Buer konnte ihn mehrfach gewinnen. Seine Arbeit trug Früchte in Form erfolgreicher Spieler, wie seinem Sohn Dirk Dröge oder Andreas Schröter.

### Seit 1990
Vor allem durch die erfolgreiche Jugendarbeit war die alte Spielstätte 1992 zu klein geworden. Es entstand Bedarf an einer neuen Spielstätte die, 1993, im Nachbarort Herten-Bertlich gefunden wurde (Coord). Offizieller Sitz des Vereins ist bis heute aber noch Gelsenkirchen-Buer. Der Verein hatte nun mehr Platz und damit auch mehr Tische zur Verfügung. Damit wuchs die Mitgliederzahl 1994 und 1995 nochmals auf das Doppelte an. Verantwortlich war vor allem das Engagement von Dietmar Mielke, der, wie vor ihm schon Dröge, mit der „Goldenen Ehrennadel“ der DBU ausgezeichnet wurde.
Zwischen 2000 und 2004 wurde der GT Buer fünf Mal in Folge Deutscher Jugendmeister. 2005 und 2006 wurde die Vizemeisterschaft errungen. Mit Marcel Mielke, Kai Brezl, Matthias Meske und Matthias Schwerke besaß der Verein Spitzenspieler die für einen Medaillenregen sorgten. Bisher konnten 29 nationale und 4 internationale Titel gewonnen werden. 13 Deutsche Titel gehen allein aufs Konto von Kai Brezel, der fünf Mannschafts- und acht Einzelmeisterschaften holte.
Durch seine, im Vergleich zu anderen Vereinen, hohe Anzahl von Tischen ist der Verein in der Lage auch größere Turniere auszurichten. So war das Vereinsheim Spielort mehrerer Deutscher Meisterschaften, dreimal wurde der German Grand Prix im Dreiband ausgerichtet und einmal der German Grand Prix im Billard Artistique. Das erste internationale Turnier war 2001 der Coup van Beem, ein Turnier für Jugendnationalmannschaften, den der Club 2004 erneut ausrichtete. Im gleichen Jahr richtete der Verein die Junioren-Europameisterschaft im Cadre 47/2 aus. Höhepunkt, aus internationaler Sicht, war 2006 die Ausrichtung der Europameisterschaften Cadre 47/2. Im Mai war der GT Buer als Austragungsort des ersten German Dreiband Masters ausgewählt worden.
Seit 2018 wird wieder das Endturnier des German Grand Prix (GGP) im Vereinsheim ausgetragen. 2022 wurde erstmals nach Bad Wildungen die Deutsche Einbandmeisterschaft ausgetragen.

## Aktuelle Mannschaften
| 1. Bundesliga-Dreiband - Simon Henk Blondeel - Kersten Reinartz - Stefan Hetzel - Ramazan Durdu |

## Erfolge und Auszeichnungen
(unvollständige Auflistung)
Erfolge
- 2008
  - Deutsche Meisterschaft (Freie Partie-Damen)
    - 3. Platz Vanessa Reibenspies
- 2007
  - Deutsche Meisterschaft (Feie Partie-Junioren)
    - 1. Platz Kai Brezl
- 2006
  - Deutsche Meisterschaft (Mannschaft-Jugend)
    - 2. Platz Dominik Büttner, Dennis Josten, Vanessa Reibenspies

  - Deutsche Meisterschaft (Freie Partie-Damen)
    - 3. Platz Vanessa Reibenspies
- 2005
  - Deutsche Meisterschaft Jugendmannschaften
    - 2. Platz GT Buer Dominik Büttner, Dennis Josten, Vanessa Reibenspies

  - Bundesmeisterschaft Damen (Freie Partie)
    - 2. Platz Vanessa Reibenspies

  - Deutsche Meisterschaft (Junioren Freie Partie)
    - 3. Platz Christian Pöther
- 2004
  - Europameisterschaft Jugendvereinsmannschaften
    - 2. Platz GT Buer Kai Brezl, Christian Pöther, Dennis Josten

  - Deutsche Meisterschaft Jugendmannschaften
    - 1. Platz GT Buer Kai Brezl, Christian Pöther, Dennis Josten
- 2003
  - Deutsche Meisterschaft Jugendmannschaften
    - 1. Platz GT Buer Kai Brezl, Matthias Schwerke, Markus Maruda

  - Deutsche Meisterschaft Jugend und Junioren:
    - 1. Platz Kai Brezl (Junioren Cadre 47/2) – Saison 02/03
    - 1. Platz Kai Brezl(Jugend bis 19 Jahre) – Saison 03/04
    - 1. Platz Kai Brezl(Junioren Freie Partie)
    - 1. Platz Kai Brezl(Junioren Cadre 47/2)
- 2002
  - Europameisterschaft Jugend bis 17 Jahre
    - 3. Platz Kai Brezl

  - Deutsche Meisterschaft Jugendmannschaften
    - 1. Platz GT Buer Matthias Meske, Kai Brezl, Matthias Schwerke

  - Deutsche Meisterschaft Jugend und Junioren:
    - 1. Platz Kai Brezl(Junioren Freie Partie)
    - 2. Platz Kai Brezl(Jugend bis 17 Jahre)
- 2001
  - Europameisterschaft Jugendvereinsmannschaften
    - 3. Platz GT Buer Matthias Meske, Matthias Schwerke, Kai Brezl

  - Deutsche Meisterschaft Jugendmannschaften
    - 1. Platz GT Buer Matthias Meske, Matthias Schwerke, Kai Brezl

  - Deutsche Meisterschaft Jugend:
    - 1. Platz Dennis Josten (Jugend bis 15 Jahre)
    - 1. Platz Kai Brezl(Jugend bis 17 Jahre)
    - 1. Platz Matthias Meske (Jugend bis 19 Jahre)

  - Deutsche Meisterschaft Junioren
    - 2. Platz Matthias Meske (Junioren Freie Partie)
- 2000
  - Europameisterschaft Jugendvereinsmannschaften
    - 2. Platz GT Buer Christian Bierhoff, Matthias Meske, Kai Brezl

  - Deutsche Meisterschaft Jugendmannschaften
    - 1. Platz GT Buer Christian Bierhoff, Matthias Meske, Kai Brezl

  - Deutsche Meisterschaft Jugend und Junioren:
    - 1. Platz Kai Brezl(Jugend bis 15 Jahre)
    - 3. Platz Sascha Klasmann (Jugend bis 17 Jahre)
    - 3. Platz Matthias Meske (Jugend bis 19 Jahre)
- 1999
  - Deutsche Meisterschaft Jugend und Junioren:
    - 2. Platz Kai Brezl(Jugend bis 15 Jahre)
    - 2. Platz Marcel Mielke (Junioren Cadre 47/2)
    - 3. Platz Matthias Meske (Jugend bis 17 Jahre)
    - 3. Platz Dirk Ullrich (Jugend bis 19 Jahre)
- 1998
  - Deutsche Meisterschaft Jugendmannschaften
    - 3. Platz GT Buer Marcel Mielke, Bartosz Grajek, Sascha Klasmann
- 1997
  - Deutsche Meisterschaft Jugend und Junioren
    - 2. Platz Marcel Mielke (Jugend bis 19 Jahre)
- 1996
  - Deutsche Meisterschaft Jugendmannschaften
    - 3. Platz GT Buer Marcel Mielke, André Hennemann, André Kort

  - Deutsche Meisterschaft Jugend und Junioren
    - 3. Platz Marcel Mielke (Jugend bis 19 Jahre)

Auszeichnungen
- Rolf Dröge – Goldene Ehrennadel der DBU
- Dietmar Mielke – Goldene Ehrennadel der DBU
- Mannschaft des Jahres (Mehrkampf-in Gelsenkirchen)
- Mannschaft des Jahres 2004 in Gelsenkirchen Jugendmannschaft des GT Buer

## Turnierausrichtungen
- Deutsche Dreiband-Meisterschaft
- German Grand Prix
- German Dreiband Masters 2013
- Deutsche Einband-Meisterschaft
- Coup van Beem (Jugendnationalmannschaften)
- Junioren-Europameisterschaft Cadre 47/2
- Europameisterschaften Cadre 47/2